# جایی در شب سیاه‌خروس جنگلی نغمه سر می‌دهد
جایی در شب سیاه‌خروس جنگلی نغمه سر می‌دهد (به انگلیسی: Where at Night the Wood Grouse Plays) سومین آلبوم استودیویی گروه دوم/فولک متال آلمانی اِمپیوریوم است.
اِمپیوریوم در این آلبوم از دوم/فولک تلفیقی منحصر به فردشان در دو آلبوم قبلی، به نئوفولکی ملایم‌تر و تاریک‌تر تغییر سبک داده‌اند. این یک اثر کاملاً آکوستیک است که در آن از هیچ ساز الکتریکی از جمله گیتار الکتریک استفاده نشده‌است.
| بررسی انتقادی  | بررسی انتقادی |
| منبع           | رتبه‌بندی      |
| -------------- | ------------- |
| متال استورم    | [ ۱ ]         |
| اسپاتنیک‌میوزیک | [ ۳ ]         |
| راک هارد       | [ ۴ ]         |

## فهرست قطعه‌های آلبوم
| شماره      | نام                                                                             | مدت   |
| ---------- | ------------------------------------------------------------------------------- | ----- |
| ۱.         | «جایی در شب سیاه‌خروس جنگلی آواز می‌خواند» (Where at Night the Wood Grouse Plays) | ۰۵:۳۴ |
| ۲.         | «مرگ با دل شکسته» (Dying Brokenhearted)                                         | ۰۵:۳۹ |
| ۳.         | «چوپان و شبح دوشیزه» (The Shepherd and the Maiden Ghost)                        | ۰۳:۲۶ |
| ۴.         | «آهنگ غم‌انگیز باد» (The Sad Song of the Wind)                                   | ۰۲:۵۶ |
| ۵.         | «اندوه» (Wehmut)                                                                | ۰۳:۰۴ |
| ۶.         | «یک تِم شبانی» (A Pastoral Theme)                                                | ۰۱:۵۹ |
| ۷.         | «پَس‌تاب» (Abendrot)                                                              | ۰۲:۱۰ |
| ۸.         | «مدت‌ها پیش» (Many Moons Ago)                                                    | ۰۴:۲۵ |
| ۹.         | «وقتی سایه‌ها قد می‌کشند» (When Shadows Grow Longer)                              | ۰۳:۱۴ |
| مجموع مدت: | مجموع مدت:                                                                      | ۳۲:۲۷ |

- ترانهٔ «وقتی سایه‌ها بلندتر می‌شوند» نسخهٔ جدید همان قطعه از آلبوم ترانه‌هایی از دشت‌ها و مزرعه‌های مه‌آلود (۱۹۹۷) است.

## نظر منتقدان
به نوشتهٔ مجلهٔ راک هارد امپیوریوم در سومین آلبوم‌شان با همهٔ کنواسیون‌های متال خداحافظی کرده‌اند و در قلمرو موسیقی فولکلور گام برمی‌دارند که با کُرهای گریگورین، عناصری از موسیقی باروک و صداهای امبینت در هم آمیخته‌است.
اسپاتنیک‌میوزیک هم به این موضوع پرداخته که صدای دیستورت شده‌ی گیتارها و سولوهای محزونی که بر آثار قبلی اِمپیوریوم استیلا داشتند، در این آلبوم با گیتار کلاسیک‌های ملایم جایگزین شده‌اند و آوازها با لهجهٔ غلیظ آلمانی به فضای قرون وسطایی قطعه‌ها دامن می‌زنند. این وب‌سایت از جایی در شب سیاه‌خروس جنگلی نغمه سر می‌دهد به‌عنوان «سی و دو دقیقه نئو-فولک خیره‌کننده» یاد کرده‌است.
وب‌سایت Metal Reviews از این آلبوم به‌عنوان «شاهکار تاریک اِمپیوریوم» یاد کرده‌است.

## افراد مشارکت‌کننده
- اولف تئودور شوادورف - آواز، درامز، گیتار، بیس
- آندریاس باخ - سینث‌سایزر
- نادین مولتر - فلوت، چلو[۶]